# محمدعلی عزیزبائف
محمدعلی عزیزبائف (تاجیکی: Мухаммадали Азизбоев؛ زادهٔ ۴ ژانویهٔ ۲۰۰۳) بازیکن فوتبال است.
وی همچنین در تیم ملی فوتبال تاجیکستان بازی کرده‌است.